# Cabinet de la Pendule

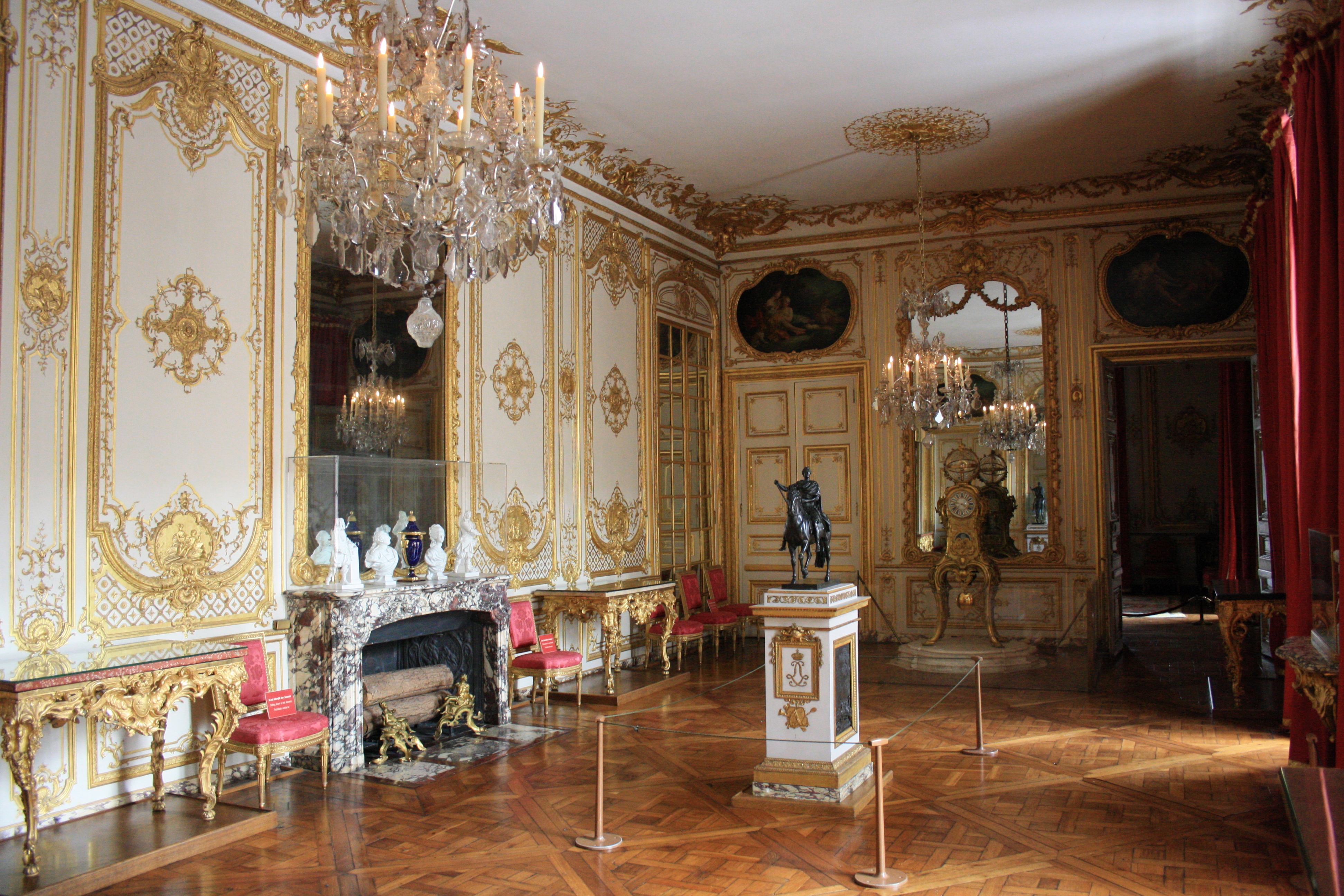
Il Cabinet de la Pendule.

La Cabinet de la Pendule (in italiano: "Gabinetto della pendola") è una sala della Reggia di Versailles.

## Disposizione

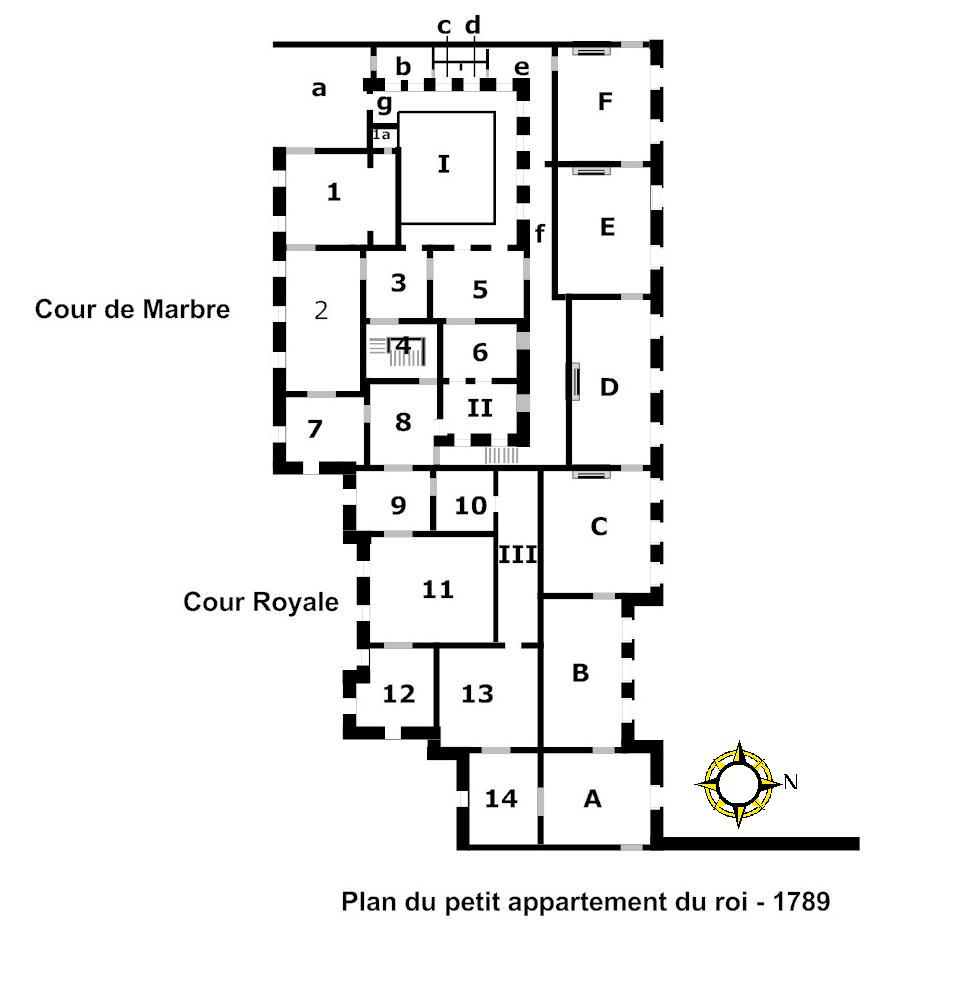
Pianta del petit appartement du roi nel 1789; il gabinetto della pendola è indicato al n. 2.

Il gabinetto della pendola è situato nel Petit appartement du Roi, al primo piano della reggia di Versailles.
Il salone comunica a nord con l'antichambre des chiens, a ovest con la camera di Luigi XV ed a est con il cabinet intérieur. A sud il salone da con le proprie finestre sulla Cour de Marbre.

## Storia
Il gabinetto della pendola venne creato attorno al 1740, con la ripartizione degli spazi dell'appartamento del re da parte di Luigi XV, al posto del salon du degré du roi.
Nel 1754, Luigi XV fece giungere dal castello di Choisy una pendola astronomica che segna oltre alle ore il levare del sole e della luna che per l'appunto dà il nome alla stanza.

## Mobili e decorazioni

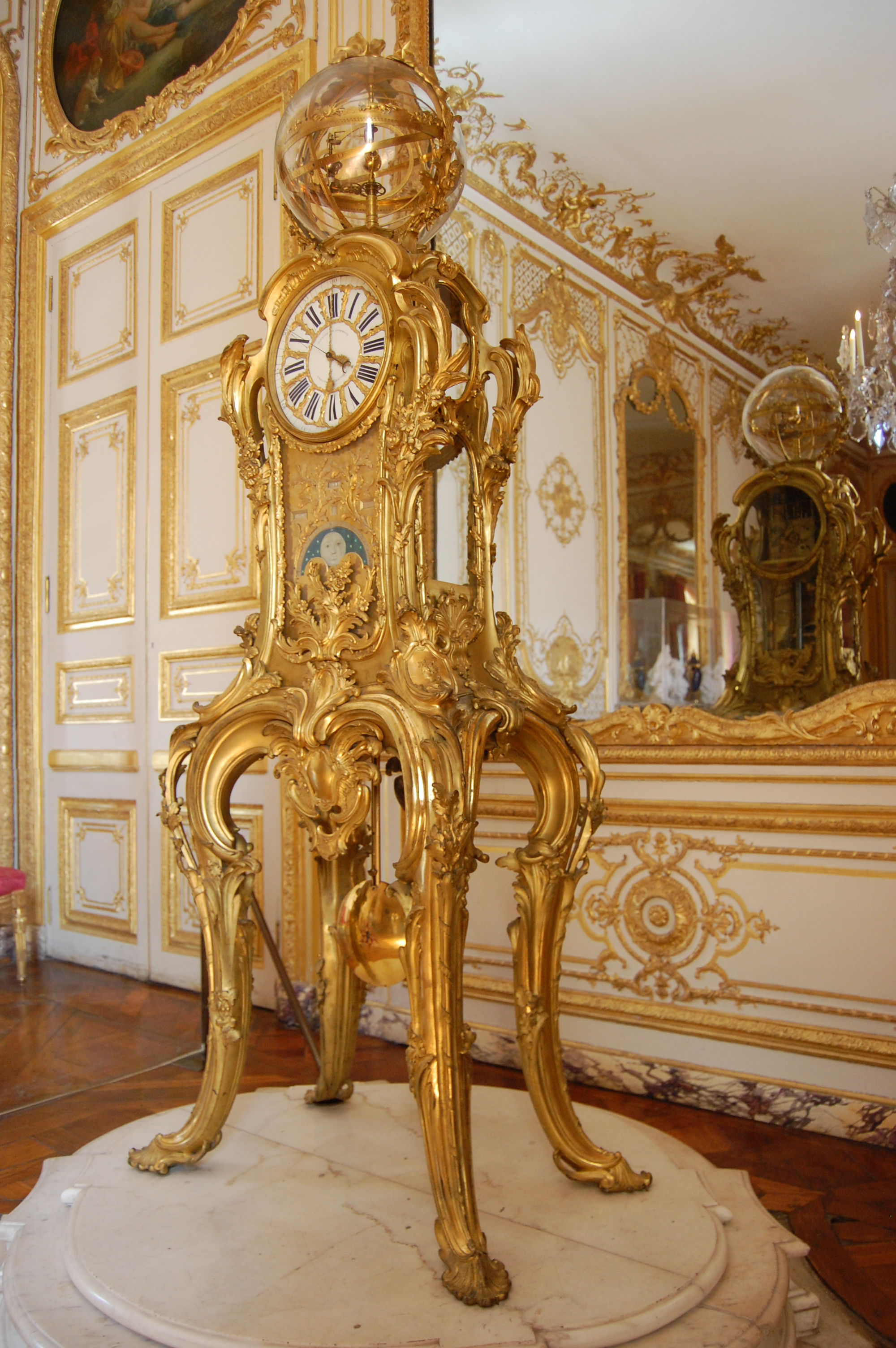
La pendola astronomica di Passemant

La pendola del salone è un orologio meccanico. Il suo meccanismo venne realizzato dall'ingegnere Claude-Simon Passemant ed eseguito dall'orologiaio francese Louis Dauthier. La cassa venne realizzata dal bronziere Caffieri. La sua realizzazione richiese una dozzina d'anni. È sormontata da una sfera di cristallo con una sfera armillare che rappresenta la posizione dei pianeti. La pendola indica l'ora, il giorno della settimana, il mese e l'anno (compresi quelli bisestili) e le fasi lunari.
Il centro della sala è dominato dalla riproduzione in miniatura della statua equestre di Luigi XV realizzata da Louis-Claude Vassé. Attorno vi sono due consoles in legno scolpito e dorato con scene di caccia.